# Tomas Nydahl
Tomas Nydahl, född 21 mars 1968, är en tidigare svensk tennisspelare på ATP-touren. Han var som bäst rankad 72 på världsrankingen. De bästa spelarna som Tomas Nydahl slagit är Thomas Muster, Marcello Rios och Marc Rosset.